# 西加奈子
西 加奈子（にし かなこ、1977年5月7日 - ）は、日本の小説家。
イラン生まれ、大阪府出身。『あおい』(2004年)で文壇に登場。勢いのある軽快な筆致で人情、人生の機微を描く。『サラバ！』(2014年)で直木三十五賞を受賞。ほかに『さくら』(2005年)、『漁港の肉子ちゃん』(2011年)、『i』(2016年)など。

## 略歴
父の海外赴任地イランのテヘランに生まれ、イラン革命が起きた2歳のときに帰国。次いで、小学1年生から4年生までをエジプト・カイロで過ごし、帰国後は大阪府和泉市光明台で育つ。和泉市立光明台中学校、大阪府立泉陽高等学校、関西大学法学部卒業。
大学卒業後は就職せず、アルバイトとして『ぴあ』の店舗取材ライターを続ける傍ら、のちに友人と協同で玉造 (大阪市)にカフェを開業。25歳くらいから短編小説を書き始め、作家になるために、自信作を携えて単身上京。知り合いから小学館の編集者を紹介され、2004年『あおい』にてデビュー、翌2005年に発表した『さくら』が20万部を超えるベストセラーとなった。その後、『通天閣』で織田作之助賞（2007年）、『ふくわらい』で河合隼雄物語賞（2013年）、作家生活10周年を記念して上梓した大作『サラバ!』で、直木賞（2015年）を受賞した。
『きいろいゾウ』（2006年）が、宮崎あおい、向井理の出演で映画化（2013年2月公開）され、また、2021年6月には『漁港の肉子ちゃん』（2011年）が、明石家さんまの企画・プロデュース、渡辺歩の監督で劇場アニメ映画化された。
2012年に結婚、2017年に第1子を出産。2019年12月、2年間の語学留学として家族でカナダ・バンクーバーに転居した。2022年末に帰国し、現在は東京在住。

## 人物
海外生活は、誕生から2歳までイラン・テヘラン、小学1年から5年までエジプト・カイロ。それ以降は大阪であり、性格的には根っからの大阪人である。大阪文化を担う人材に贈られる咲くやこの花賞を2011年に受賞。
大阪に住んでいた頃からひそかに小説を書いては一人で悦に入っていたが、人に読ませたところ「技術はあるけど感情が無い」と言われ、「書きたくなるまで感情を溜めないとだめだ」と勧められるまま半年ほど断筆、その後に閃いたイメージから猛烈な勢いで一気に書き上げたのが『あおい』である。この作品に西はいたく愛着が湧き、「活字にせな」と思い立ち、いくつも仕事を掛け持ちして上京資金を貯め、「全部捨てんとアカン」とそれまでの大阪生活の全てを投げうって身一つで東京に移り住んだ。『あおい』は程なくして『世界の中心で、愛をさけぶ』の編集者の目にとまって出版にこぎつけ、西は文壇デビューを果たした。
直木賞受賞会見の席で「プロレスから勇気をもらった」と語るなどプロレスファンであり、特に新日本プロレスの棚橋弘至をひいきの選手に挙げている。

## 受賞・候補歴
太字は受賞
- 2006年、『さくら』で第3回本屋大賞第10位[17]。
- 2007年、『通天閣』で第24回織田作之助賞大賞受賞[18]。
- 2011年、第29回咲くやこの花賞（文芸その他部門）受賞[15]。
- 2013年、『ふくわらい』で第148回直木三十五賞候補[19]、第10回本屋大賞5位[20]、第1回河合隼雄物語賞受賞[21]。
- 2015年、『サラバ!』で第152回直木三十五賞を受賞[22]、第2回高校生直木賞候補[23]、第12回本屋大賞2位[24]。
- 2015年、VOGUE JAPAN Women of the Year 2015 受賞[25]。
- 2016年、Granta Best of Young Japanese Novelists 2016
- 2017年、『i』で第14回本屋大賞7位[26]。
- 2022年、『夜が明ける』で第19回本屋大賞第6位[27]。
- 2023年、「書店員が選ぶノンフィクション大賞：オールタイムベスト2023」大賞受賞[28][29][注釈 1]、 第9回ミヤボン2023受賞[30]、『ダ・ヴィンチ』BOOK OF THE YEAR 2023（ノンフィクション部門）第1位選出[31]。2024年、同作で第75回読売文学賞（随筆・紀行賞）受賞[32]。

## 作品

### 小説
- 『あおい』（小学館、2004年6月 / 小学館文庫、2007年6月）
  - あおい／サムのこと／空心町深夜２時
- 『さくら』（小学館、2005年3月 / 小学館文庫、2007年12月）
- 『きいろいゾウ』（小学館、2006年3月 / 小学館文庫、2008年3月）
- 『通天閣』（筑摩書房、2006年11月 / ちくま文庫、2009年12月）
- 『しずく』（光文社、2007年4月 / 光文社文庫、2010年1月）
  - ランドセル／灰皿／木蓮／影／しずく／シャワーキャップ
- 『こうふく みどりの』（小学館、2008年3月 / 小学館文庫、2011年4月）
- 『こうふく あかの』（小学館、2008年3月 / 小学館文庫、2011年5月）
- 『窓の魚』（新潮社、2008年6月 / 新潮文庫、2011年1月）
- 『うつくしい人』（幻冬舎、2009年2月 / 幻冬舎文庫、2011年8月）
- 『きりこについて』（角川書店、2009年4月 / 角川文庫、2011年10月）
- 『炎上する君』（角川書店、2010年4月 / 角川文庫、2012年11月）　
  - 太陽の上／空を待つ／甘い果実／炎上する君／トロフィーワイフ／私のお尻／舟の街／ある風船の落下
- 『白いしるし』（新潮社、2010年12月 / 新潮文庫、2013年7月）
- 『円卓』（文藝春秋、2011年3月 / 文春文庫、2013年10月）
- 『漁港の肉子ちゃん』[33]（幻冬舎、2011年8月 / 幻冬舎文庫、2014年4月）
- 『地下の鳩』（文藝春秋、2011年12月 / 文春文庫、2014年6月）
  - 地下の鳩／タイムカプセル
- 『ふくわらい』（朝日新聞出版、2012年8月 / 朝日文庫、2015年9月）
- 『ふる』（河出書房新社、2012年12月 / 河出文庫、2015年11月）
- 『舞台』（講談社、2014年1月 / 講談社文庫、2017年1月）
- 『サラバ!』（小学館、2014年11月 / 小学館文庫、2017年10月）
- 『まく子』（福音館書店, 2016年2月 / 福音館文庫、2019年2月）
- 『i』（ポプラ社、2016年11月 / ポプラ文庫、2019年11月）
- 『おまじない』（筑摩書房、2018年3月 / ちくま文庫、2021年3月）
  - 燃やす／いちご／孫孫／あねご／オーロラ／マタニティ／ドブロブニク／ドラゴン・スープレックス
- 『サムのこと 猿に会う』（小学館文庫、2020年3月）
  - サムのこと／猿に会う／泣く女
- 『夜が明ける』（新潮社、2021年10月）

### ノンフィクション・エッセイ
- 『ミッキーかしまし』（筑摩書房、2007年）
- 『ミッキーたくまし』（筑摩書房、2009年）
  - 『この話、続けてもいいですか。』（ちくま文庫、2011年11月） - 『ミッキーかしまし』『ミッキーたくまし』の再編集版
- 『ごはんぐるり』（NHK出版、2013年4月 / 文春文庫、2016年2月）
  - 併録：「奴」
- 『まにまに』（KADOKAWA、2015年9月 / 角川文庫、2019年2月）
- 『くもをさがす』（河出書房新社、2023年4月）
- 『わたしに会いたい』（集英社、2023年11月）

### 共著
- 『ダイオウイカは知らないでしょう』（せきしろ共著、マガジンハウス、2010年10月 / 文春文庫、2015年2月）

### 絵本
- 『絵本 きいろいゾウ』（小学館、2006年7月）
- 『めだまとやぎ』（LD&K BOOKS、2012年10月）
- 『きみはうみ』（スイッチ・パブリッシング、2015年11月）

### 作詞
- チャットモンチー
  - 例えば、（『共鳴』（きょうめい）に収録、2015年）[34][35]

## 出演

### テレビ
- 知る楽 女（わたし）が愛した作家 太宰治（2009年10月、NHK教育テレビ）
- 王様のブランチ（TBS系列）

2012年10月6日
2014年1月11日・1月18日・8月30日・9月6日・11月22日
2015年1月17日・8月15日
- ちちんぷいぷい（2013年1月22日、毎日放送）来阪時に西靖がインタビュー
- ボクらの時代 (フジテレビ系列）

2013年2月3日 光浦靖子、東直子と共演
2015年3月8日 中村文則、又吉直樹(ピース)と共演
2018年10月7日 若林正恭(オードリー)、山里亮太(南海キャンディーズ)と共演
- オダサクさん、こんにちは「生誕100年 作家・織田作之助と“夫婦善哉”（NHK総合、2013年8月31日）
- 共感百景～痛いほど気持ちがわかる あるある～（テレビ東京）

2014年1月2日
2015年1月2日
2016年1月2日
- SWITCHインタビュー 達人達（NHK Eテレ、2014年11月29日）椎名林檎と対談
- ゴロウ・デラックス （TBS系列、2015年2月6日） 「直木賞&芥川賞の豪華共演・第2弾!!」で小野正嗣と出演
- SMAP×SMAP（フジテレビ系列、2015年7月20日）
- 探検バクモン（NHK総合、2015年9月30日・10月6日）
- EG-style（フジテレビ系列、2015年11月13日）
- さんまのまんま（フジテレビ系列、2015年12月13日）
- 又吉直樹 神の島を行く～宗像大社と出光佐三～（TBS系列、2015年12月13日）
- TOKYO DESIGN WEEK TV（BS日テレ、2016年3月7日）
- ご本、出しときますね?（BSジャパン、2016年4月8日、6月17・24日）
- トーキングフルーツ（フジテレビ系列、2017年2月22日）
- タイプライターズ～物書きの世界～（フジテレビ系列、2017年7月12日）
- 猫にまた旅～椎名林檎・MIKIKO・西加奈子　ロシアを行く～（NHK総合、2018年6月30日）

### ラジオ・ポッドキャスト
- オードリーのオールナイトニッポン（2015年6月7日、2016年6月12日）
- Jam the WORLD（2016年2月26日）
- 加藤千恵＆西加奈子のオールナイトニッポンR（2016年6月25日）
- CHINTAI TOKYO DISTRICT（2017年10月29日）
- VOGUE JAPAN Podcast「西加奈子の12冊の処方箋」（Spotifyなど、2021年5月19日 - 2021年8月5日、全12回）
- NHKジャーナル（2023年6月1日）